# Gehejmekonseil
Gehejmekonseillet eller Gehejmestatsrådet blev indført i forbindelse med enevælden i 1660'erne som et beslutningsorgan bestående af formændene for de forskellige kollegier, kongen og nogle af hans favoritter. I perioder havde det så stærk indflydelse på kongens beslutninger, at man taler om et embedsmandsstyre.
Oprindelig hed rådet Gehejmekonseillet og efter en uformel stilling under Frederik 3., blev det formelt oprettet 21. april 1670, hvorefter det fungerede frem til 10. december 1770, hvor Johann Friedrich Struensee (der regerede som geheimekabinetsminister) opløste det. Det blev genoprettet som Gehejmestatsrådet ved forordning af 13. februar 1772 og skiftede navn til Statsrådet 22. marts 1848.